# Croix de Sainte-Geneviève-sur-Argence
La croix de Sainte-Geneviève-sur-Argence est une croix située à Sainte-Geneviève-sur-Argence, en France.

## Localisation
La croix est située sur la commune de Sainte-Geneviève-sur-Argence, dans le département français de l'Aveyron.

## Historique
L'édifice, bâti aux 15e et 16e siècles, est inscrit au titre des monuments historiques en 1927.